# 新種発見!!たまごっち
新種発見!!たまごっち（しんしゅはっけん たまごっち）は、1997年2月に発売されたバンダイのペット育成ゲーム機。

## 概要
- 初代たまごっちとは違うたまごっちが登場した。モデルは元祖たまごっちなので、元祖とは似た者同士である。
- 『ゲームで発見!!たまごっち』では初代たまごっちとともに登場した。
- たまごっちの発見を進める為にばんぞー博士は全国各地の研究所にたまごっちを送ったが、地球の環境に合わせて別の姿に進化した新種のたまごっちが発見され、それが本作のたまごっちである。たまごっちは基本的にたまごっち星出身だが、『新種発見!!』やオスっちとメスっちは地球出身のたまごっちである。
- 英語版の初代たまごっちと同じく、『新種発見!!』の英語版も発売されたが、日本では未発売（ただし、日本航空で非売品として登場している）。
- ご飯はおにぎり（梅干しの種を残す）、おやつはケーキ、ご機嫌アップゲームは「数字でドン!」。
- 死亡画面は初代たまごっちと同じくおばけっちと墓。英語版ではUFOと星に変更されているが、日本航空の非売品の説明書でたまごっち星に帰った設定と判明している。
- 2017年に旧色機の復刻版が発売された。
- たまごっちボンでは元祖同様、頭の良さと大きさの設定がある。
- 当時はオスっちとメスっち以外のたまごっちには性別の概念が存在しなかったが、現在は性別が付与されポチっちはオス、しろベビっち、みみっちはメスしかいない設定になっている。

## たまごっちの種類
ベビーっち（赤ちゃん、頭の良さはレベル1、大きさは30）
- しろベビっち（モチーフは赤ちゃん、現在は♀設定）

ベビーっち（幼児、頭の良さはレベル1、大きさは60）
- とんまるっち（モチーフは幼児）

こどもっち（子供、頭の良さはレベル1、大きさは100）
- とんがりっち（モチーフは子供）
- はしたまっち

アダルトっち（大人、大きさは150）
- みみっち（まめ属、モチーフはウサギだがアニマ属では無い、頭の良さはレベル10上、とんがりっち限定変身、現在は♀設定）
- ポチっち（アニマ属、旧色機に登場、モチーフは犬、頭の良さはレベル4、とんがりっち限定変身、現在は♂設定）
- にゃっち（アニマ属、新色機に登場、頭の良さはレベル5、とんがりっち限定変身、モチーフは猫）
- ズキっち（かぶき属、頭の良さはレベル7、とんがりっち限定変身）
- はしぞーっち（くち属、頭の良さはレベル4、モチーフはカモ）
- くさっち（くさ属、頭の良さはレベル3、モチーフは植物）
- たこっち（たこ属、頭の良さはレベル4、モチーフはタコ）

かくれアダルトっち（大人、大きさは150）
- せきとりっち（かぶき属突然変異、旧色機に登場、頭の良さはレベル7、ズキっちからのみ変身する、モチーフは力士（関取））
- チャリっち（かぶき属突然変異、新色機に登場、頭の良さはレベル5、ズキっちからのみ変身する）
- ベーターちゃん（英語版に登場）

## 登場するゲーム
『ゲームで発見!! たまごっち無印（ゲームボーイ）』
『64で発見!! たまごっち みんなでたまごっちワールド（NINTENDO 64）』
『星で発見!! たまごっち（ゲスト、PlayStation）』
『セガサターンで発見!! たまごっちパーク（セガサターン）』
『たまごっちタウン（ニンテンドウパワー)』

## 登場するコミカライズ・公式ムック
『たまごっちボン』
『どこどこたまごっち』
『だいすき たまごっち（りっち）』
『みんなでたまごっち（あべさより）』※まめっちが主人公
『まんがで発見!! たまごっち 爆笑4コマ劇場（後藤英貴）』※くちぱっちが主人公
『まるごとまんがでたまごっち（きむらひろき他）』
『てんしっちのたまごっち（かなしろにゃんこ）』※てんしっちが主人公

## 登場するアニメ・映画作品
『TVで発見!! たまごっち』
『たまごっち ホントのはなし』